# یوشیکازو کوتانی
یوشیکازو کوتانی (انگلیسی: Yoshikazu Kotani؛ زادهٔ ۲۵ مارس ۱۹۸۲) بازیگر، خواننده، و مدل (شخص) اهل ژاپن است. وی از سال ۲۰۰۱ میلادی تاکنون مشغول فعالیت بوده‌است.